# Marek Jastráb
Marek Jastráb (* 16. července 1993, Myjava) je slovenský fotbalový záložník či obránce, od srpna 2015 působící v AFC Nové Mesto nad Váhom, kde je na hostování z TJ Spartak Myjava.

## Klubová kariéra
Svoji fotbalovou kariéru začal v TJ Spartak Myjava, kde prošel všemi mládežnickými kategoriemi. V roce 2011 se propracoval do prvního týmu. S týmem v sezoně 2011/12 postoupil do nejvyšší soutěže. V průběhu jarní částí sezony 2013/14 odešel hostovat do MFK Dubnica, kde působil půl roku. V létě 2015 zamířil hostovat do týmu AFC Nové Mesto nad Váhom.